# Magfiret
Magfiret (tur. maǧfiret ← arap. magfirä ), u islamu pomilovanje za već počinjene grijehe. Precizni prijevod s arapskog je oprost ili razrješenje od grijeha.
Mjesec ramazan podijeljen je na tri trećine. Druga je Alahov oprost مغفرة .  Drugi harf u riječi رمضان harf م je simbol Alahovog oprosta kao simbol magfireta. Oprost u ovom smislu je sposobnost prijeći preko tuđih pogrešaka. Važna je povezanost riječi rahmet (milost) i magfiret. Nema ni magfireta (oprosta) bez Alahova rahmeta (milosti), što je pisanom riječi prikazano tako što u riječi رمضان harfovi ر i م su neposredni susjedi, te ako se samo jednog izuzme, riječ رمضان više ne postoji u tom značenju. Riječ gafur je u istom značenju i u Kuranu je spomenuta zajedno s riječi rahim-rahmet na 76 mjesta, od ukupno 91 mjesta koliko se gafur ukupno spominje u Kuranu. U svezi s gafurom je jedno od Alahovih imena El-Gaffar – Onaj koji mnogo prašta, a u Kuranu je na 5 mjesta. Također je 40. sura u Kuranu imena Gafir - Onaj koji mnogo prašta što ukazuje koliko je velik Alahov oprost. Abdulah Ibn Omer navodi da su znali nabrojati da je Poslanik Muhamed po više od sto puta na jednom sijelu rekao:  رب اغفر لي وارحمني .
Govorima o Božjem oprosti obiluje cijeli Kuran, hadisi, cijeli islamski nauk. Pod magfiretom je sadržano značenje da Alah oprosti grijehe i poskliznuća, a on to čini ne iz svoje slabosti, nego zbog svoje snage i siline (el-‘Izza). Alah to čini tek kad se vjernik pokaje i to iskreno zamoli. Prema islamu čovjek može opraštati, ali ne grijehe, niti svoje niti tuđe, nego tek prelaziti preko počinjenih mu nepravda.
Bedr je u izravnoj svezi s magfiretom. U ramazanskoj trećini oprosta zbila se bitka na Bedru koja imbolizira bitku između vjere i kufra/nevjerstva, istine i zablude. Poruka koju nosi je obračun sa samim sobom, tj. da nema oprosta dok vjernik ne svede račun sam sa sobom, ne prizna grijeh i pokaje se zbog njega.
Istigfar je traženje oprosta. Da bi se postigao oprost (magfiret), potrebno je traženje oprosta i tevba (pokajanje). Značenje magfireta je "pokrivanje", pa se pod traženjem oprosta od Boga traži da nešto prikrije, pokrije, odjene. Činidba istigfara i traženje magfireta od strane bilo koga, bilo od običnog čovjeka ili nekog od imama spada u vrstu dove ili molitve. Ono što je skriveno čovjeku, gajb nedostupno je ma koliko čovjek bio pronicljiv i obaviješten. Čak i neka dobra djela mogu sa sobom donijeti probleme i nedaće, ili imati neprijatelje i zavidnike. Budući da se magfiret ("pokrivanje") ne odnosi samo na grijehe i neposlušnosti, nego i na takve okolnosti, muslimanski vjernik i kad čini neko dobro djelo, traži od Boga magfiret, tj. da to dobro djelo prikrije i zaštiti.